# 贖罪之母主教座堂
贖罪之母主教座堂（Our Lady of Atonement Cathedral），俗称碧瑶主教座堂（Baguio Cathedral），是天主教碧瑶教区的主教座堂，位于菲律宾碧瑶市，从繁华的Session Road攀登100级的石阶，或通过相邻的圣路易斯大学校园可以到达。
贖罪之母主教座堂拥有独特的玫瑰色外观、双尖塔和传统的彩色玻璃窗，是碧瑶市出镜率最高的标志性建筑之一。

## 历史
1907年，比利时圣母圣心会传教士在此建立传教站，命名为圣母山。主教座堂始建于1920年，完成于1936年。二战期间，该堂担任疏散中心。它经受住了1945年的地毯式轰炸。数千名轰炸遇难者的遗骸埋葬在该堂的庭院内。

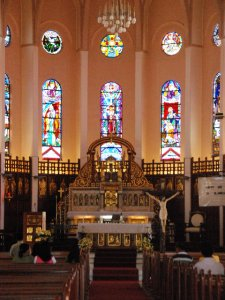
内部
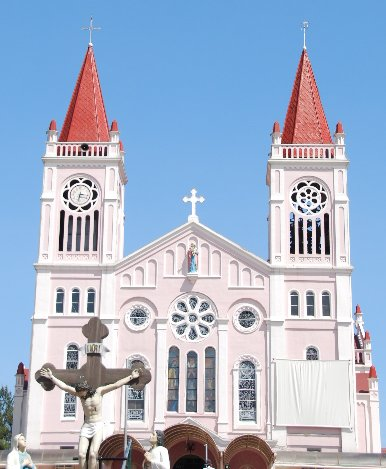
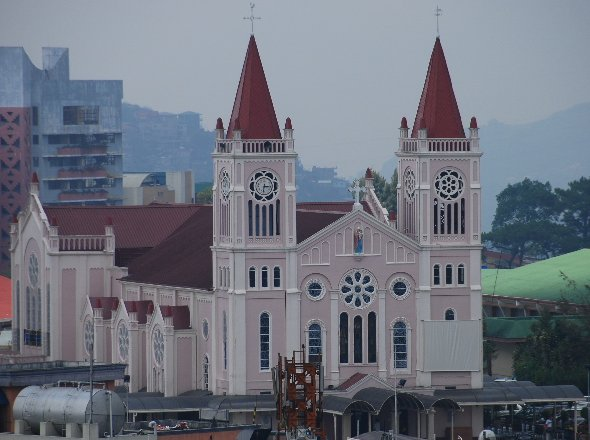
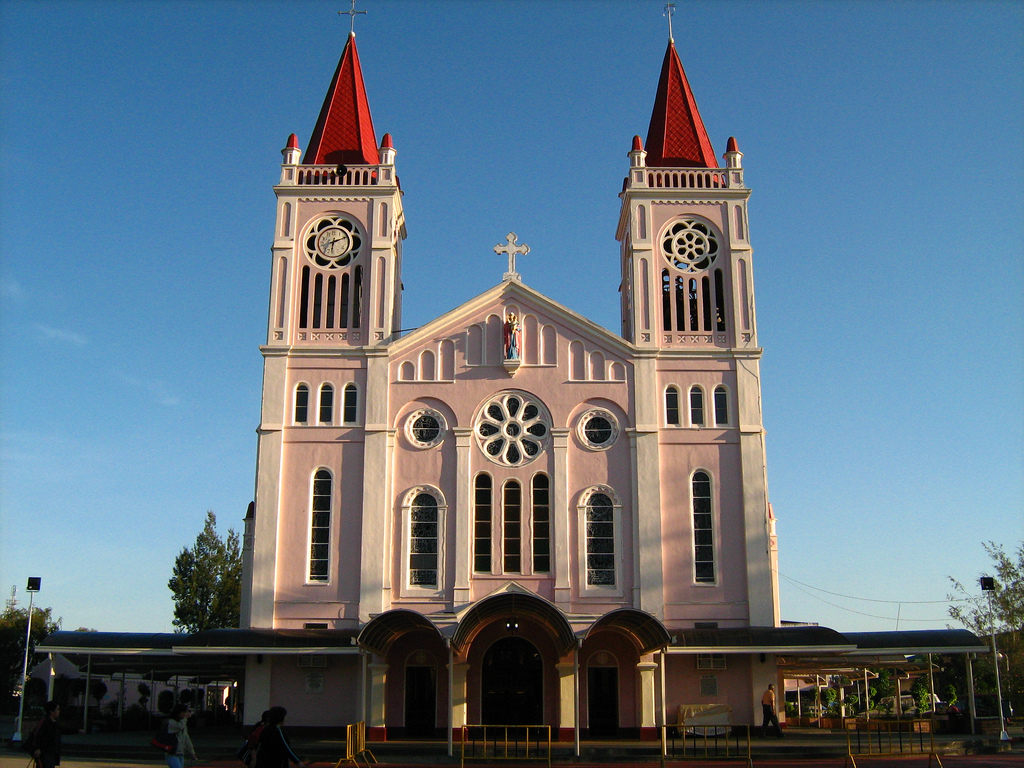
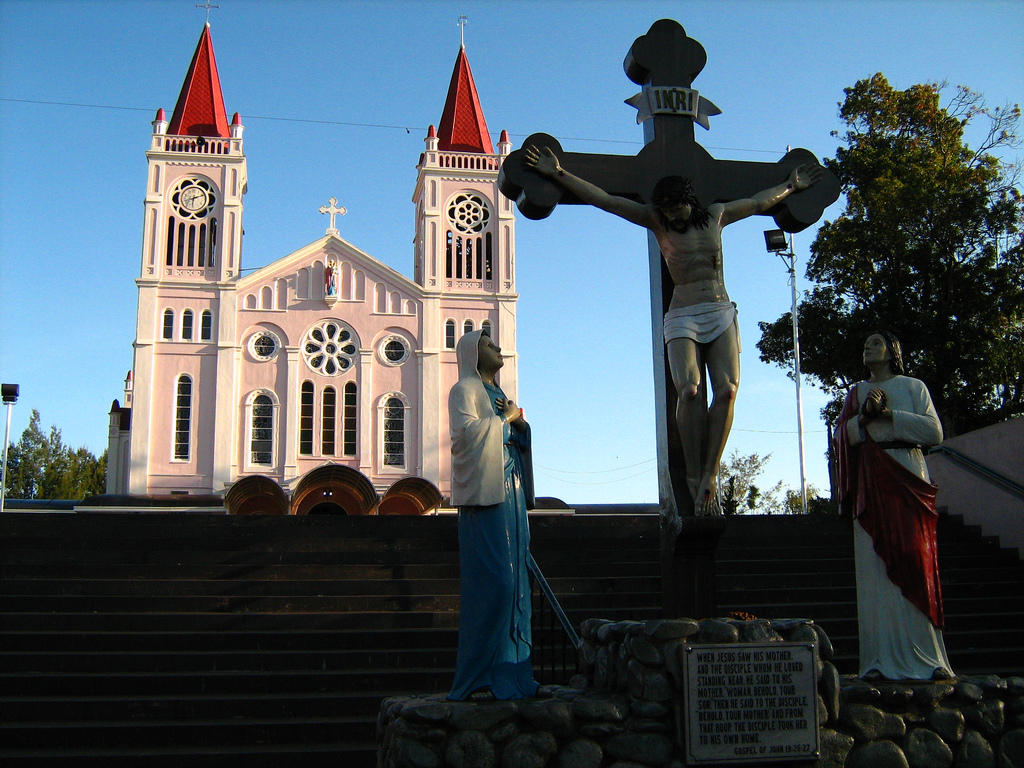
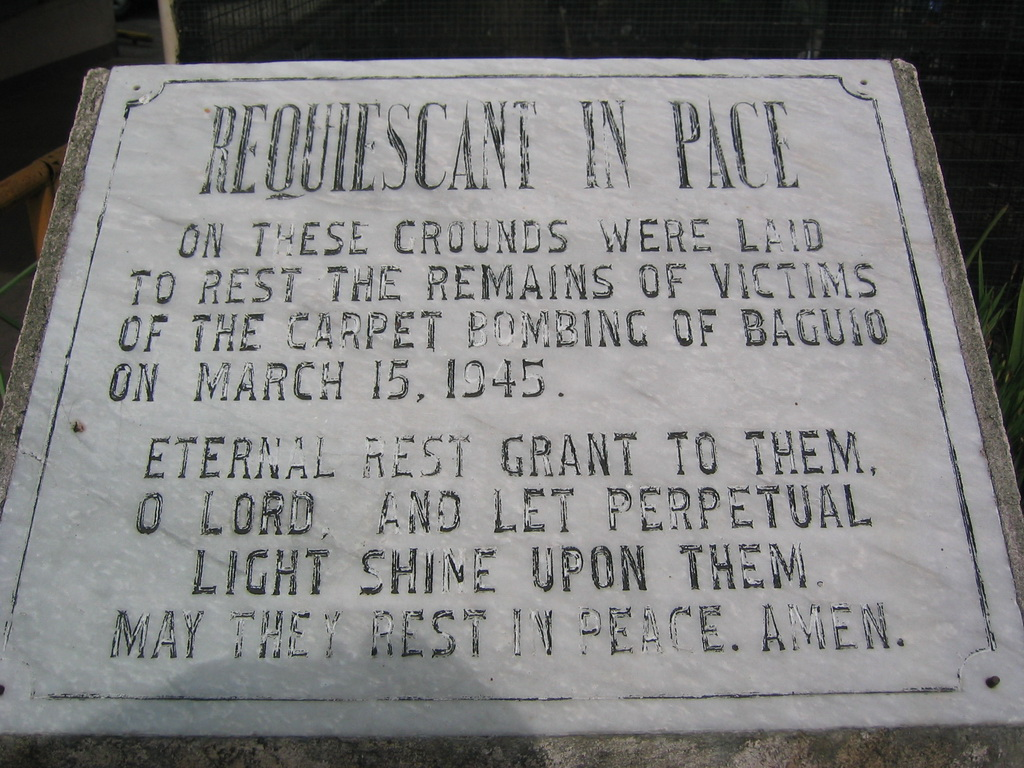